# Coșereni, Dolj
Coșereni este un sat în comuna Teslui din județul Dolj, Oltenia, România.
 Acest articol despre o localitate din județul Dolj este deocamdată un ciot. Puteți ajuta Wikipedia prin completarea lui.